# Красилівський район
Краси́лівський райо́н — ліквідований район у центральній частині Хмельницької області. Центр — місто Красилів. Зараз його землі входять у Хмельницький район.

## Загальні відомості
Площа району становить 1,2 тис. км². Населення — 59,3 тис. мешканців (2004).
Межує на півночі з Ізяславським районом, на сході зі Старокостянтинівським районом і Старокостянтинівською міськрадою, на півдні із Хмельницьким, на південному заході з Теофіпольським, на заході з Білогірським районами Хмельницької області.
Територією району течуть річки Бужок, Іква, Ікопоть, Понора, Случ, Фоса та інші, тут знаходяться Кузьминське водосховище, став Пустяк. Через район проходять залізничні лінії Гречани—Старокостянтинів I і Шепетівка-Подільська—Старокостянтинів I та автошлях Чернівці—Хмельницький—Житомир (Н03).
У районі 1 міська, 1 селищна і 35 сільських рад; 1 місто, 1 селище міського типу і 93 села.

## Історія
Перша письмова згадка про Красилів збереглася в акті від 16 січня 1444 року, за яким литовський князь Свидригайло надавав своєму слузі Михайлу Олехновичу «за його вірну службу» у володіння села Кременецького повіту, у тому числі «Красилів двір». Протягом 1497 −1541 рр. Красилів був власністю Острозьких.
Основним заняттям населення було сільське господарство. Розвивалося також ремесло — жителі займалися чинбарством, шили кожухи й свитки. Значного розвитку досягла торгівля. В 30-х роках XV століття, коли боротьба між Польщею та Литвою за Волинь і Поділля розгорілася з новою силою, Сигізмунд I, щоб посилити свій вплив, надав пільги заможній українській верхівці. В ті часи міщани Красилова дістали право без сплати мита завозити сіль, раз на тиждень проводити торги, обкладати митом товари, які жителі навколишніх сіл везли на базар. У містечку спорудили замок, згадки про нього трапляються в історичних документах за 1545 і 1552 роки. З кінця XVI століття містечко зазнавало спустошливих нападів татар. Мужньо зустріли ворога і завдали йому нищівного удару жителі міста в 1573 році. Напади повторилися у 1593 і 1618 роках. Містечко було дуже зруйновано, багато жителів загинуло або потрапило в полон.
У другій половині XVI ст. у Красилові діяло 8 ринкових, 7 ремісничих, 10 перекупних будинків. Наприкінці XVI ст. — на початку XVII ст. Красилів став власністю Януша Острозького. Значного розвитку в маєтку набуло зернове господарство.
Населення містечка брало участь у боротьбі проти польського панування (визвольна війна, гайдамацький рух 1648—1654 років). 1748 року в гайдамацькому загоні, оточеному шляхтою біля Погребища було декілька вихідців з південної Волині, зокрема А. Полянович з Красилова. Його поміж інших за участь у повстанні було засуджено на каторжні роботи.
У XVIII столітті основним заняттям населення залишалося землеробство, але розвивалося й ремесло. Серед 40 ремісників було 10 шевців, 8 кравців. Незабаром після з'єднання Правобережної України з Лівобережною у складі Російської імперії, 1797 року Красилів, як волосний центр, увійшов до складу Старокостянтинівського повіту Волинської губернії.
Під час проведення реформи 1861 року селяни Красилова повинні були вносити великі викупні платежі за землю. Наприклад, у поміщиці Боруховської, згідно з уставною грамотою, селяни викуповували 23 десятини 2380 сажнів землі, за яку протягом 49 років вони мали заплатити 602 крб. 50 копійок.

## Населення
Розподіл населення за віком та статтю (2001):
| Стать | Всього | До 15 років | 15-24 | 25-44 | 45-64 | 65-85 | Понад 85 |
| --- | ------ | ----------- | ----- | ----- | ----- | ----- | -------- |
| Чоловіки | 28 085 | 5789        | 3398  | 8250  | 7062  | 3439  | 147      |
| Жінки | 33 242 | 5289        | 3306  | 8129  | 8406  | 7421  | 691      |
| \| Статево-вікова піраміда \| Статево-вікова піраміда \| Статево-вікова піраміда \| \| ----------------------- \| ----------------------- \| ----------------------- \| \| Чоловіки \| Вік \| Жінки \| \| 147 \| 85 + \| 691 \| \| 238 \| 80-84 \| 908 \| \| 753 \| 75-79 \| 1906 \| \| 1277 \| 70-74 \| 2622 \| \| 1171 \| 65-69 \| 1985 \| \| 1910 \| 60-64 \| 2598 \| \| 1271 \| 55-59 \| 1617 \| \| 1800 \| 50-54 \| 1991 \| \| 2081 \| 45-49 \| 2200 \| \| 2109 \| 40-44 \| 2144 \| \| 2084 \| 35-39 \| 1977 \| \| 2040 \| 30-34 \| 1919 \| \| 2017 \| 25-29 \| 2089 \| \| 1692 \| 20-24 \| 1768 \| \| 1706 \| 15-20 \| 1538 \| \| 2313 \| 10-14 \| 2130 \| \| 1968 \| 5-9 \| 1775 \| \| 1508 \| 0-4 \| 1384 \| |        |             |       |       |       |       |          |
| Статево-вікова піраміда |        |             |       |       |       |       |          |
| Чоловіки | Вік    | Жінки       |       |       |       |       |          |
| 147 | 85 +   | 691         |       |       |       |       |          |
| 238 | 80-84  | 908         |       |       |       |       |          |
| 753 | 75-79  | 1906        |       |       |       |       |          |
| 1277 | 70-74  | 2622        |       |       |       |       |          |
| 1171 | 65-69  | 1985        |       |       |       |       |          |
| 1910 | 60-64  | 2598        |       |       |       |       |          |
| 1271 | 55-59  | 1617        |       |       |       |       |          |
| 1800 | 50-54  | 1991        |       |       |       |       |          |
| 2081 | 45-49  | 2200        |       |       |       |       |          |
| 2109 | 40-44  | 2144        |       |       |       |       |          |
| 2084 | 35-39  | 1977        |       |       |       |       |          |
| 2040 | 30-34  | 1919        |       |       |       |       |          |
| 2017 | 25-29  | 2089        |       |       |       |       |          |
| 1692 | 20-24  | 1768        |       |       |       |       |          |
| 1706 | 15-20  | 1538        |       |       |       |       |          |
| 2313 | 10-14  | 2130        |       |       |       |       |          |
| 1968 | 5-9    | 1775        |       |       |       |       |          |
| 1508 | 0-4    | 1384        |       |       |       |       |          |

Національний склад населення за даними перепису 2001 року:
| Національність | Кількість осіб | Відсоток |
| -------------- | -------------- | -------- |
| українці       | 59012          | 96,22 %  |
| поляки         | 1065           | 1,74 %   |
| росіяни        | 992            | 1,62 %   |
| білоруси       | 68             | 0,11 %   |
| вірмени        | 61             | 0,10 %   |
| інші           | 133            | 0,22 %   |

Мовний склад населення за даними перепису 2001 року:
| Мова       | Кількість осіб | Відсоток |
| ---------- | -------------- | -------- |
| українська | 60320          | 98,35 %  |
| російська  | 855            | 1,39 %   |
| вірменська | 52             | 0,08 %   |
| білоруська | 31             | 0,05 %   |
| польська   | 25             | 0,04 %   |
| інші       | 48             | 0,08 %   |

## Політика
25 травня 2014 року відбулися Президентські вибори України. У межах Красилівського району було створено 86 виборчих дільниць. Явка на виборах складала — 70,53 % (проголосували 30 778 із 43 638 виборців). Найбільшу кількість голосів отримав Петро Порошенко — 50,61 % (15 578 виборців); Юлія Тимошенко — 22,20 % (6 832 виборців), Олег Ляшко — 14,06 % (4 327 виборців), Анатолій Гриценко — 3,86 % (1 189 виборців). Решта кандидатів набрали меншу кількість голосів. Кількість недійсних або зіпсованих бюлетенів — 1,03 %.

## Природно-заповідний фонд

### Національні природні парки
Верхнє Побужжя (частина)

### Ботанічні заказники
Гайдучино.

### Гідрологічні заказники
Антонінський, Волицький, Манівецький, Моломолинцівський (загальнодержавного значення), Росолівецький.

### Лісові заказники
Западинський, Заслучнянський, Красилівський.

### Орнітологічні заказники
Кузьминський.

### Ботанічні пам'ятки природи
Біогрупа ялини колючої, Бук європейський, Каштаново-кленова алея, Урочище «Баймаки І», Урочище «Баймаки II», Урочище «Волиця», Урочище «Гайдучино II», Урочище «Кучманівка», Урочище «Липник», Урочище «Липник І», Урочище «Липник II», Урочище «Шмирки».

### Гідрологічні пам'ятки природи
Криничка.

### Заповідні урочища
Михайлівецьке, Радіснянське.

### Парки-пам'ятки садово-паркового мистецтва
Антонінський (загальнодержавного значення).

## Населені пункти, зняті з обліку
- Мала Калинівка (1996)

## Відомі люди
- Веселовський Сергій Феофанович — член Української Центральної Ради.

### Письменники
- Болюх Роман Іванович — поет, гуморист, член Національної спілки письменників України (9 березня 1930, с. Мотрунки).
- Булаєнко Володимир Дмитрович — поет-воїн, член Національної спілки письменників України (8 червня 1918, с. Сорокодуби — 19 серпня 1944, м. Баускас).
- Зозуля Іван Оксентович — вчитель, письменник (24 січня 1915, с. Лажева — 21 січня 1998, с. Западинці).
- Васильчук Ніна — дитяча поетеса, член Хмельницької міської літературної спілки «Поділля» (3 грудня 1952, с. Чепелівка).
- Коломієць Микола Іванович — поет, член Національної спілки письменників України (11 березня 1941, с. Буча Київської області)
- Красуцький Мар'ян Іванович — прозаїк, член Національної спілки письменників України, заслужений журналіст України (5 січня 1943, с. Воскодавинці).
- Куян Катерина Петрівна — поетеса (14 травня 1959, с. Ключівка — 13 липня 2000).
- Римарук Ігор Миколайович — поет, член Національної спілки письменників України, лауреат Державної премії України імені Тараса Шевченка (4 липня 1958, село М'якоти Ізяславського району, з 1960 року с. В. Орлинці, з 1962 року с. Западинці, з 1970 року Київ).

## Пам'ятки
- Пам'ятки історії Красилівського району
- Пам'ятки архітектури Красилівського району